# Wollesen-Inseln
Die Wollesen-Inseln sind eine Gruppe kleiner Inseln vor der Mawson-Küste des ostantarktischen Mac-Robertson-Lands. Sie liegen 1,5 km westlich der Azimuth Islands in der Einfahrt zur Holme Bay. 
Norwegische Kartografen kartierten sie anhand von Luftaufnahmen, die bei der Lars-Christensen-Expedition 1936/37 entstanden. Eine neuerliche Kartierung erfolgte anhand von Luftaufnahmen der Australian National Antarctic Research Expeditions (ANARE). Das Antarctic Names Committee of Australia benannte sie nach Christian Wollesen Petersen, Funker der Schiffe Thala Dan und Nella Dan bei neun ANARE-Kampagnen.